# FC Elmshorn
Der FC Elmshorn ist ein Sportverein aus Elmshorn im Kreis Pinneberg. Die erste Fußballmannschaft der Männer wurde im Jahre 2013 Meister der Oberliga Hamburg.

## Geschichte
Der FC Elmshorn entstand am 1. Juli 2004 durch die Fusion der unter dem Namen Rasensport antretenden Fußballabteilung der FTSV Elmshorn und des Vereins Fortuna Langelohe. Die Fusion war von internen Querelen begleitet, bei der es um Kompetenzen innerhalb des neuen Vereins ging und sich einige ehemalige Raspo-Funktionäre verärgert zurückzogen. In der ersten Saison stieg die Mannschaft aus der Verbandsliga Hamburg ab und wurde in der folgenden Spielzeit 2005/06 in die Bezirksliga durchgereicht. Im Jahre 2008 gelang der Wiederaufstieg in die Landesliga Hamburg, ehe die Mannschaft drei Jahre später den Aufstieg in die Oberliga Hamburg nach einer Entscheidungsspiel-Niederlage im Elfmeterschießen gegen den TSV Sasel verpasste.
Ein Jahr später gelang schließlich als Meister der Hammonia-Staffel der Sprung in die Oberliga, in der sie in der Saison 2012/13 als Tabellenerster für die Aufstiegsrunde zur Regionalliga Nord qualifiziert gewesen wären. Aus finanziellen Gründen verzichtete der Verein auf die Teilnahme. Aus wirtschaftlichen Gründen zog sich der Verein Mitte Dezember 2014 aus der Oberliga vom Spielbetrieb zurück, womit die Elmshorner als Absteiger feststanden. Alle Saisonspiele mit Elmshorner Beteiligung wurden annulliert.
Seit 2015 spielte der Verein wieder in der Landesliga Hammonia, aus der die Mannschaft 2019 wieder abstieg.

## Persönlichkeiten
- Hanno Behrens
- Jens-Peter Fischer
- Achim Hollerieth
- Daniel Jurgeleit